# Стадион Леополд Сенгор
Стадион Леополд Седар Сенгор (фр. Léopold Sédar Senghor Stadium) некадашњи  Stade de l'Amitie (Стадион пријатељства), је вишенаменски стадион у Дакару, Сенегал. Користи се углавном за фудбалске утакмице. Служи као домаћи терен за АСЦ Жеан д'Арк (ASC Jeanne d'Arc) и фудбалску репрезентацију Сенегала. Такође има атлетску стазу, а понекад га користи и рагби савез. Стадион има 80.000 места. Изграђена је 1985. и названа је по Леополду Седару Сенгору, првом председнику Сенегала (од 1960. до 1980.).
Рекорд посећености стадиона је 75.000 гледалаца а постављен је 1992. године у фудбалској утакмици између националних фудбалских репрезентација Сенегала и Нигерије.

## О стадиону
Стадион је био домаћин финалне утакмице Афричког купа нација 1992. и Првенства Африке у атлетици 1998. године.
Стадион је 2006. године угостио норвешки бенд А-ха једног од тада будућег учесника на Football for Africa, Дакар, Сенегал. Овај добротворни догађај, који је организовао Plan International у сарадњи са норвешком ТВ2 и Норвешким фудбалским савезом, одржао се на фудбалском стадиону (капацитета 50.000) после фудбалске утакмице између Норвешке и Сенегала. Концерт је трајао око 3 сата и укључивао је још и друге међународне уметнике као што су Лорин Хил, Пати Смит, Иоусоу Н'Доур, Анжелик Кидјо и Алфа Блонди, као и норвешке уметнице Мортен Абел и Мира Крегг.
Дана 13. октобра 2012, квалификациона утакмица Афричког купа нација 2013. између Сенегала и Обале Слоноваче је прекинута због нереда на стадиону. Сенегал је због тога дисквалификован са турнира.